# Kronozaur

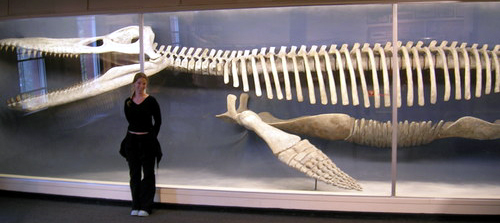
Człowiek na tle szkieletu kronozaura

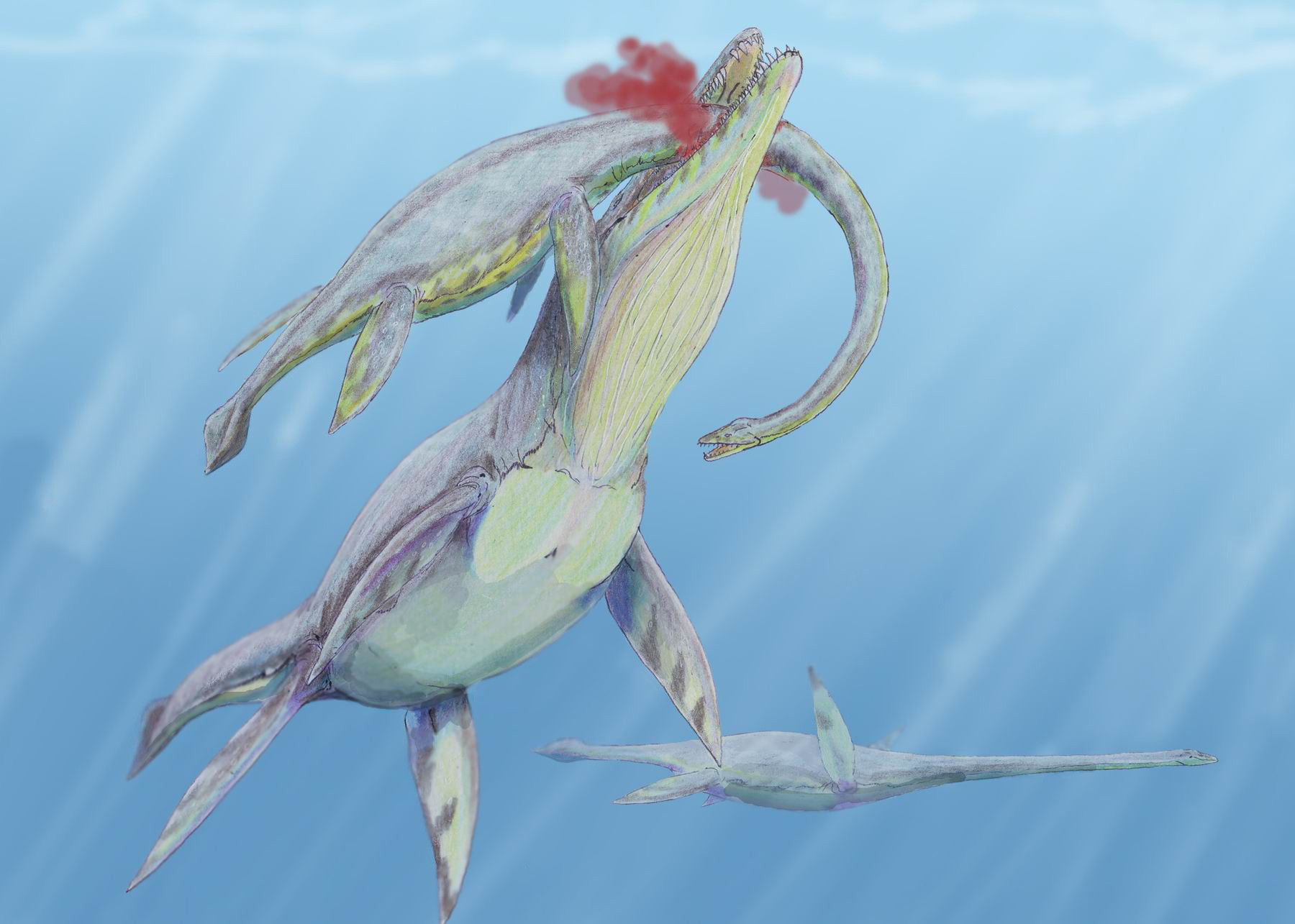
Kronozaur polujący na woolungazaury

Kronosaurus (z gr. "jaszczur Kronosa") – rodzaj dużego mięsożernego pliozaura żyjącego we wczesnej kredzie (alb, 112 milionów lat temu).
Pierwsze stanowisko tego gada, obejmujące najwięcej okazów skamieniałości, znaleziono na terenie stanu Queensland, w Australii w roku 1889. Od 1977 dysponujemy też znaleziskami z Villa de Leyva z Kolumbii, które dostarczyły najpełniejszego szkieletu zwierzęcia.
Nazwę "Kronosaurus" nadał w 1924 Heber Longman, który opisał gatunek Kronosaurus queenslandicus. Wydzielony w 1992 przez Hampe'a gatunek Kronosaurus boyacensis jest niepewny.

## Budowa
- Był to jeden z największych w historii Ziemi gadów morskich. Długość jego opływowego ciała wynosiła około 9 metrów, przy masie ciała około 10 ton. Wcześniej szacowano, że miał 12-13 metrów długości, ale, po analizie budowy innych pliozaurów, zaczęto uważać, że wymiary te były przesadzone.
- Jak wszystkie pliozaury, kronozaur miał krótką szyję.
- Spłaszczona na szczycie czaszka mierzyła 2,5 metra i stanowiła 1/4 całkowitej długości zwierzęcia. Mocne szczęki zaopatrzone były w 80 zębów, które dochodziły nawet do 25 centymetrów długości. Oczy zwierzęcia były duże. Kronozaur, podobnie jak inne plezjozaury, posiadał parę nozdrzy, pozwalających mu wyczuwać zapach pod wodą.
- Kronozaur poruszał się za pomocą dwóch par dużych płetw. Krótki, spiczasty ogon służył być może do sterowania.

## Odżywianie
Kronozaur znajdował się zapewne na szczycie łańcucha pokarmowego mórz wczesnej kredy. Uważa się, że polował na amonity oraz inne głowonogi, na co wskazuje wygląd zaokrąglonych zębów, dostosowanych do miażdżenia skorup tych bezkręgowców, w tylnej części szczęk zwierzęcia. We wnętrzu skamieniałości kronozaura odkryto szczątki żółwi i plezjozaurów. Istnieje też szkielet ośmiometrowego plezjozaura z rodzaju Woolungasaurus ze śladami ugryzień pozostawionych zapewne przez kronozaura. Jego łupem mogły też padać ichtiozaury, a nawet prehistoryczne rekiny.

## Tryb życia
Kronozaur był typowo morskim gadem. Być może jednak zapłodnione samice wychodziły na ląd w celu złożenia jaj w piasku, jak czynią to żółwie, albo wydawały je na świat w wodzie. Zwierzę oddychało za pomocą płuc, podobnie do dzisiejszych wielorybów. W związku z tym musiało od czasu do czasu wypływać na powierzchnię, w celu nabrania powietrza. Nie było to zwierzę potrafiące ścigać ofiary, z powodu swoich dużych rozmiarów. Jednakże mocne płetwy pozwalały mu na wykonywanie krótkotrwałych, nagłych ruchów potrzebnych przy polowaniu.

## Kronozaur w kulturze popularnej
Zwierzę to przedstawione zostało w książce Steve'a Altena pt. The Trench oraz książce Roberta Bakkera Raptor Red.
W grze Paraworld Kronosaur jest ważną bojową jednostką morską we frakcji Pustynni Jeźdzcy. Można go budować w pływającym porcie na 2 poziomie technologii.